# Ponte Ferroviária do Corgo
A Ponte Ferroviária do Rio Corgo, também conhecida como Ponte do Rio Corgo ou Ponte do Corgo, é uma infra-estrutura ferroviária das Linhas do Corgo e Douro, que atravessa o Rio Corgo no Concelho de Peso da Régua, em Portugal.

## Características
Apresenta, aproximadamente, 156 metros de extensão e 6 metros de largura.

## História
O troço entre a Régua e o Pinhão da Linha do Douro, do qual esta ponte faz parte, foi inaugurado a 1 de Junho de 1880; a inauguração do primeiro troço da Linha do Corgo, que também percorria esta ponte, deu-se a 12 de Maio de 1906.
A Linha do Corgo foi desactivada pela Rede Ferroviária Nacional a 25 de Março de 2009 por motivos de segurança; a ponte continua em serviço para a Linha do Douro.